# Аграрна реформа 16 століття
Аграрна реформа 16 століття — заходи, які здійснювали правителі Великого князівства Литовського (ВКЛ) задля зміцнення державної казни за рахунок реформування усталених на той час аграрних відносин.
Основні засади аграрної реформи були викладені у великокнязівських правових актах: уставі 1514; грамоті 1529; уставі 1547; «Уставі на волоки» 1557, поправках до останніх від 20 жовтня 1557, 20 травня, 20 червня, 20 жовтня 1558; посланнях та інструкціях ревізорам, мірникам і лісничим. Джерелами аграрної реформи були також практика і досвід промірювання й кадастру земель у помістях окремих регіонів Литви, Білорусі та України 1-ї половини 16 століття.
Планувалося на основі чіткого обліку великокнязівської, шляхетської і селянської землі підвищити продуктивність фільварків (а там, де не було останніх, створити їх) і селянських господарств з метою збільшення виробництва товарного збіжжя. Для цього передбачалося усунути всі наявні перешкоди (дальноземелля, хаотичність розміщення полів тощо) і створити сприятливі умови для остаточного переходу господарств до досконаліших землеробських систем. Необхідно було й раціональніше розподілити селянську землю згідно з виробничими можливостями кожного дворового господарства, а також встановити для них адекватні їхній економічній спроможності податки і повинності. Додатковим джерелом зростання надходжень до казни мали стати лісові угіддя.
Аграрна реформа розпочалася в 1-й половині 16 століття. Її провели у великокнязівських маєтках власне Литви, Західної та Центральної Білорусі та деяких західних регіонах України і завершили в 60-х роках 16 століття (загалом ревізори переміряли близько 2 млн га землі). У приватних маєтках магнатів і шляхти реформа дещо затягнулася. Реформування останніх на литовських землях тривало до кінця 16 століття, а в східно-білоруських волостях ВКЛ — аж до середини 17 століття. На українських землях, які після Люблінської унії 1569 відійшли до Польщі, впровадження волочної системи (див. волочна поміра) відбувалося і в подальшому. На Правобережній Україні реформування земельного устрою відбувалося також у 2-й половині 16 століття, а в 1-й половині 17 століття спроби введення волочної системи були зафіксовані на Лівобережжі.
Загалом на власне українських землях реформування господарств за принципом волочної системи протягом 16 століття було засвідчено (джерелами) в Кременецькому повіті, Ковельському, Ратненському й Любомльському староствах, а також у Руському воєводстві (крім Снятинського, Коломийського, Галицького, Теребовлянського та Рогатинського староств). В останньому вводилися не волоки, а лани. Також зафіксовано фрагментарні відомості про волочні села в окремих приватних помістях Луцького та Володимирського повітів на Волині.
Аграрна реформа внесла зміни в селянське землеволодіння. У реформованих селах руйнувалося сформоване віками, засноване на звичаєвому праві володіння селян землею — вони втрачали можливість вільно розпоряджатися своїми наділами, а розміри останніх значно зменшувалися. Хоча структура селянського землеволодіння не зазнала кардинальних змін: з одного боку, українські селяни мали індивідуальні наділи (алоди), а з другого — як і до реформи, зберігалося громадське землеволодіння (альменда). Щоправда, і за землі спільного користування селяни зобов'язані були сплачувати податки. Реформа призвела до збільшення норми феодальної ренти. У реформованих селах Волині широко практикувалася відробіткова та грошова рента. Відробітки в 2-й половині 16 століття становили 3—4 дні на тиждень, а грошовий чинш коливався від 31 до 60 грошей з однієї волоки. В перебігу аграрної реформи певною мірою змінювалося становище сільської адміністрації українських земель. Нововведенням було створення війтівств, які охоплювали кілька сусідніх сільських громад. Війти в таких випадках займали проміжне місце між керівництвом окремих громад (інститути отаманів, тивунів, старців, десятників) та урядом гродським. Значної трансформації зазнала просторова локалізація сільських поселень України. В реформованих регіонах Волині на зміну розкиданим малодвірним селищам-дворищам з черезсмужжям їхніх земель прийшли багатодвірні села з упорядкованою забудовою. У ході наступу на селянські землеволодіння, який відбувався під час аграрної реформи, посполиті відтіснялися на південно-східні українські землі. Значна частина переселенців згодом вливалася в козацьке середовище. Подібна доля спіткала й українське боярство. Певна частина бояр-слуг, які не змогли під час аграрної реформи підтвердити свої права на землю та шляхетство, також поповнила ряди українського козацтва, що сприяло не лише кількісному зростанню останнього, а й якісним змінам в його середовищі.